# Banri Kaieda
Banri Kaieda (海江田 万里, Kaieda Banri), né le 26 février 1949 à Tokyo, est un homme politique japonais, président du Parti démocrate du Japon de 2012 à 2014.